# Frawaszi

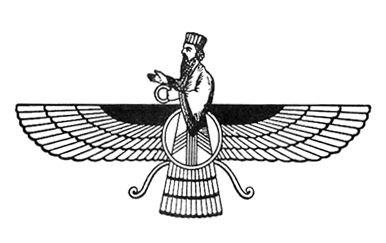
Faravahar – symbol frawaszi

Frawaszi (awest. fravaši) – w zaratusztrianizmie wieczna dusza każdego bytu (nawet Ahura Mazda ma swoją frawaszi), bliska koncepcji Anioła Stróża. W Aweście porównywana jest do ptaka z pięknymi skrzydłami.
Odegrały ważną rolę w czasie walk z Arymanem, podczas których zstąpiły na ziemię stając się jednymi z pięciu dusz ludzi, które nie giną w momencie ich śmierci. Każdy z wcielonych frawaszi ma w Niebie swój pierwotny, niebiański odpowiednik.
Podstawowym źródłem informacji o Frawaszi jest Frawardin Jaszt (13 Jaszta, Awesta).
Obraz aniołów opiekuńczych pojawiający się w chrześcijaństwie i judaizmie może być w dużej mierze zainspirowany właśnie frawaszi.